# Minestrone

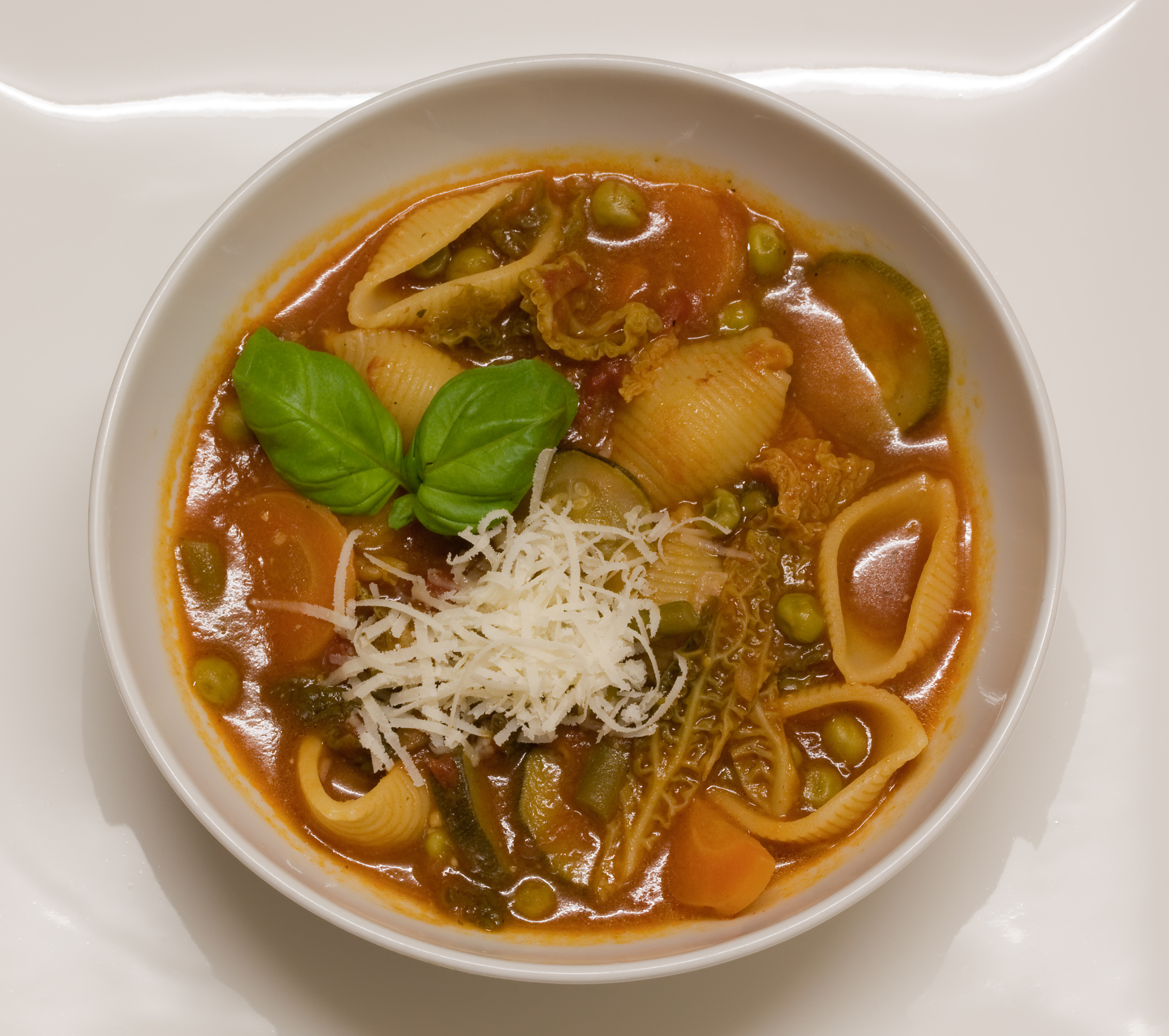

A minestrone egy tartalmas olasz levesféle. Neve a minestra = leves szóból származik. A minestrone maga „a nagy leves”, vagyis zöldségekkel alaposan telített – akár – egytálétel.
Nincsen egy adott receptje, mert minden területnek, minden évszaknak és minden családnak megvan a sajátja. A római változatokban van tészta, másutt esetleg nincs. Az egyikben több a hüvelyes, a káposzta vagy a zöldfűszer. Másutt pesztót is adnak a leveshez. Néhol sok paradicsommal készítik, van ahol egyáltalán nem tesznek bele.
A minestrone mindenesetre: zöldségleves – minél többféle zöldségből. Hús nem kerül bele, de szinte elengedhetetlen az olívaolaj, a füstölt sonka (leve) és a tészta.
A zöldséget felaprítják kisebb darabokra. Mindent a lassan gyöngyöző húsléhez adnak sorra, a főzési időnek megfelelően, és lassú tűzön puhára főzik. Ekkor jöhet egy evőkanál sűrített paradicsom és 1-2 evőkanál olívaolaj.
Amikor tálalják, mindenképpen megszórják reszelt parmezánnal.